# Бабаев, Расим Ганифа оглы

Дивы, 1981-82

Раси́м Ганифа́ оглы́ Баба́ев (азерб. Rasim Babayev, 31 декабря 1927 — 24 апреля 2007) — азербайджанский художник, Народный художник Азербайджанской ССР (1988).
Учился в Баку в Азербайджанском государственном художественном училище имени Азимзаде (окончил в 1949 году), затем в Московском художественном институте имени Сурикова (окончил в 1955 году). Не смог получить диплом, так как был обвинён в формализме. С 1964 года — Заслуженный художник Азербайджана.
В 1950-е и 1960-е годы в основном занимался литографией, позже стал писать маслом картины в ярких цветах, с антропоморфными существами (часто дивы и ангелы). Много иллюстрировал книги. Считается одним из наиболее известных азербайджанских художников.
В 2002 году удостоен Персональной стипендии Президента Азербайджанской Республики.